# Karina Huff
Karina Huff, nome d'arte di Carrina Corona Elizabella Huff (Londra, 21 gennaio 1961 – Londra, 18 aprile 2016), è stata un'attrice, cantante e showgirl britannica.

## Biografia
Nata a Londra il 21 gennaio 1961, ebbe una certa notorietà in Italia quando, inizialmente scoperta da Gianni Boncompagni, nel 1981 fu al fianco di Gianfranco D'Angelo nel varietà di Rai 2 Signori si parte, del quale cantò anche le sigle, e nel dicembre dello stesso anno conquistò la copertina di Playboy, dove veniva indicata come la rivale di Heather Parisi.
Nel 1982 condusse la seconda edizione di Popcorn, il primo programma musicale della Fininvest andato in onda su Canale 5.
Interpretò i film dei primi anni ottanta Sapore di mare e Sapore di mare 2 - Un anno dopo (nei quali interpreta Susan, una straniera innamorata degli agi), e Vacanze di Natale (in cui è Samantha, un'americana di Pittsburgh).
Al culmine della fama, nel marzo 1984, apparve ancora senza veli sulla rivista Playmen. Nello stesso anno recitò al fianco di Jerry Calà nel film Domani mi sposo e nella commedia vacanziera Giochi d'estate e nel 1987 venne diretta anche da Steno nel film Animali metropolitani. Nel 1988 recitò ancora per Vanzina nel film La partita e in seguito ballò la sigla finale del serial cabarettistico Zanzibar, in cui interpretò la parte di Eva (un'avventrice in perpetua attesa del fidanzato Raul).
Nel 1989 apparve in due episodi del telefilm di Italia 1 Classe di ferro e dopo qualche altro piccolo ruolo in pellicole di genere horror come Il gatto nero di Luigi Cozzi e Voci dal profondo per la regia di Lucio Fulci, abbandonò il mondo del cinema e dopo la fine del suo matrimonio con un italiano fece ritorno a Londra con il figlio Alessandro Corona (Alex) dove divenne un'insegnante. Nel 1998 tornò a recitare per la miniserie tv Cerco l'amore e nel 1999 ha partecipato alla trasmissione tv Meteore - Alla ricerca delle stelle perdute. Nel 2008 ha scoperto di avere un tumore al seno dal quale si è curata e a marzo del 2013 fu ospite nel salotto televisivo di Domenica Live, dove parlò della sua malattia e della guarigione, ma a causa di una recidiva tumorale morì all'età di 55 anni il 18 aprile 2016.

## Filmografia

### Cinema

Huff nel trailer di Vacanze di Natale (1983)

- Sapore di mare, regia di Carlo Vanzina (1983)
- Vacanze di Natale, regia di Carlo Vanzina (1983)
- Sapore di mare 2 - Un anno dopo, regia di Bruno Cortini (1983)
- Giochi d'estate, regia di Bruno Cortini (1984)
- Domani mi sposo, regia di Francesco Massaro (1984)
- Animali metropolitani, regia di Steno (1987)
- La partita, regia di Carlo Vanzina (1988)
- Il gatto nero, regia di Luigi Cozzi (1989)
- Voci dal profondo, regia di Lucio Fulci (1991)
- Le nuove comiche, regia di Neri Parenti (1994)

### Televisione
- Zanzibar – serie TV (1988)
- Cerco l'amore, regia di Paolo Fondato – miniserie TV (1988)
- La casa nel tempo, regia di Lucio Fulci – film TV (1989)
- Classe di ferro – serie TV, episodi 1x09, 1x12 (1989)

## Programmi TV

Un balletto di Huff in Signori si parte (1981)

- Signori si parte (Rete 1, 1981)
- Popcorn (Canale 5, 1982)
- Canzoniere italiano (1987)

## Discografia

### 45 giri
- 1981 – Good-Bye America
- 1981 – Mexico/Maraja (Con El Pasador, Fontana Records – 6025 283)
- 1982 – Tingimi di blu/Pelle a pelle (Polydor, 2060 262)
- 1990 – Now... Follow Me/Terra Promessa (Remix House Version) (L'imperiale Music – IMPERO 505, 12", col DJ Roberto Onofri)